# 라몬 라미레스 (1981년)
라몬 산토 라미레스(Ramón Santo Ramírez, 1981년 8월 31일 ~ )는 도미니카 공화국의 야구 선수이다.